# Magdalena Apasco
Magdalena Apasco är en ort i Mexiko.   Den ligger i kommunen Magdalena Apasco och delstaten Oaxaca, i den sydöstra delen av landet, 300 km sydost om huvudstaden Mexico City. Magdalena Apasco ligger 1 666 meter över havet och antalet invånare är 2 824.
Terrängen runt Magdalena Apasco är varierad. Runt Magdalena Apasco är det mycket tätbefolkat, med 2 431 invånare per kvadratkilometer. Närmaste större samhälle är San Francisco Telixtlahuaca, 10,9 km nordväst om Magdalena Apasco. Omgivningarna runt Magdalena Apasco är en mosaik av jordbruksmark och naturlig växtlighet.